# Anne-Marie Pelletier
Pour les articles homonymes, voir Pelletier.
Anne-Marie Pelletier, née en 1946, professeure des universités, enseigne successivement la linguistique, la littérature comparée, l'Ancien Testament et l'herméneutique biblique.

## Biographie
Anne-Marie Pelletier est née le 13 juin 1946. Elle obtient l'agrégation de lettres modernes en 1972, et est docteure en sciences des religions. Professeure des universités, elle a enseigné successivement à l'Université Paris-Nanterre et à l'université de Marne-la-Vallée, la linguistique, la poétique et la littérature comparée. La thèse d'État qu'elle a soutenue en 1986 à Paris-VIII en sciences des religions, et qui a été publiée en 1989 par l'Institut biblique de Rome dans la collection des « Analecta Biblica », sous le titre Lectures du cantique des Cantiques, De l'énigme du sens aux figures du lecteur,, témoigne de son double intérêt pour la poétique biblique et l'herméneutique. Cet intérêt a fixé, à partir de années 1990, ses recherches et orienté ses enseignements.
Ainsi elle a élaboré de 1990 à 1996, à Paris-Nanterre et à Marne-la-Vallée, un enseignement consacré à « La Bible grand code de l'art », à destination des étudiants de lettres et d'histoire de l'art. Elle enseigne depuis 1993 au Studium de l'École cathédrale, devenu Faculté Notre-Dame (au sein du collège des Bernardins), l'Écriture et l'herméneutique. Elle a également été chargée d'enseignement à l'Institut européen des sciences des religions (IESR, dans le cadre de l'EPHE). Elle est chargée de diverses formations en anthropologie biblique dans le monde monastique (Studium Inter-monastique, formation Ananie). Elle est par ailleurs présente au monde monastique à travers de multiples contributions en France et en Belgique. Elle a abordé dans diverses publications (dont deux livres : Le christianisme et les femmes en 2001 et Le signe de la femme en 2005) les problèmes relatifs aux femmes dans l'Église. 
Elle est nommée auditrice au synode des évêques de 2001, puis vice-présidente du Sidic-Paris (Service d'information et de documentation juifs-chrétiens), elle travaille en relation avec l'Institut universitaire d'études juives E. Wiesel. 
Elle est membre de l'Association catholique française pour l'étude de la Bible (Acfeb) et membre de l'Institut Lustiger.  
Le 17 juin 2014, la Fondation vaticane Joseph Ratzinger – Benoît XVI annonce qu'elle est lauréate, aux côtés de Waldemar Chrostowski, de la quatrième édition du 'Prix Ratzinger', qui lui est remis le 22 novembre 2014. Elle est la première femme à recevoir cette récompense,.
En avril 2017, elle compose le texte des méditations du Chemin de croix au Colisée à Rome. Elle est la première femme laïque qui se voit confier cette mission à titre individuel.
En juin 2020 elle fit la proposition de nommer des femmes au sein du collège cardinalice, comme moyen de crever le plafond de verre au sein de l'église catholique.

## Œuvres

### Livres
- Fonctions poétiques, Paris, Klincksieck, 1977, coll. "Horizons du langage. Série Recherches", 154 p.  (ISBN 2-252-01932-8).
- Lectures du « Cantique des cantiques » : de l'énigme du sens aux figures du lecteur, thèse de Lettres à Paris VIII en 1986 ; Lille 3, ANRT, 1988 ; Rome, coll. « Analecta Biblica » n°121, Pontificio istituto biblico, 1989, 446 p.  (ISBN 88-7653-121-1).
- Mémoires bibliques, Nanterre, Université Paris X-Nanterre, coll. « Littérales » n°16, 1995, 136 p.  (ISBN 2-904906-02-9).
- Lectures bibliques : aux sources de la culture occidentale, Paris, Nathan et Le Cerf, 1995, 384 p.  (ISBN 2-09-190529-1 et 2-204-05279-5) ; réédit. Paris, Nathan et Le Cerf, 2001  (ISBN 2-204-06830-6). Traduction en italien et en russe.
- Le christianisme et les femmes, coll. « Histoire du christianisme », Paris, Le Cerf, 2001, 194 p.  (ISBN 2-204-06472-6).
- D'âge en âge, les Écritures - la Bible et l'herméneutique contemporaine, coll. « Le livre et le rouleau » n°18, Bruxelles, Lessius, et Paris, Le Cerf, 2004, 176 p.  (ISBN 2-87299-126-3).
- Le signe de la femme, Paris, Le Cerf, coll. « Épiphanie », 2006, 249 p.  (ISBN 2-204-07396-2).
- Le livre d'Isaïe ou L'histoire au prisme de la prophétie, Paris, Le Cerf et Médiaspaul, 2008, 200 p.  (ISBN 978-2-204-08387-4 et 978-2-89420-740-6).
- Creati maschio e femmina, La differenza, luogo dell’amore, Rome, Cantagalli, Institut Jean-Paul II, 2010.
- Débats éthiques, sagesse biblique, Salvator, 2018, 162 p.  (ISBN 9782706716812).
- L'Eglise et le féminin - Revisiter l'histoire pour servir l'Evangile, Salvator, 2021, 173 p.  (ISBN 978-2-7067-2160-1).
- Vivre au risque de l'autre - La Bible contre l'identitarisme, Desclée de Brouwer, 2025, 240 p.  (ISBN 978-2-220-09896-8).

### Articles dans des revues à comité de lecture
- « Pour que la Bible reste un livre dangereux », Etudes, octobre 2002.
- « La révélation au risque d'éros », Communio, 2005.
- « Par le chemin des Écritures. De la peur à la paix », Christus, oct. 2006.
- « Méditer La Promesse », Communio, mai-juin 2008, Numéro hommage au cardinal Lustiger.
- « Quand la Bible parle d’enfantement : Les entrailles de Dieu », Christus, janvier 2011, n° 229, p. 25-32.
- « Profondeur de la lettre et sens spirituel : l'humanité des Écritures », Revue Théologique des Bernardins, n°3, octobre 2011.
- « Penser l'Écriture au carrefour des cultures, Récits de création et polyphonie culturelle », Revue Théologique des Bernardins, n° 6, sept.-déc. 2012.
- « Destinée de l'humanisme et révolution anthropologique contemporaine », Revue Transversalités, Supplément n°3, Groupe de Recherche en Anthropologie Chrétienne (GRAC), du 12 au 14 février 2014, Institut catholique de Paris,  (ISBN 9791094264041).

### Participation à des ouvrages collectifs
- Petit bilan herméneutique de l'histoire du Cantique, dans Regards croisés sur le cantique des cantiques, J-M Auwers éd., Lessius, 2005.
- Temps et histoire au prisme de la prophétie, dans Comment la Bible saisit-elle l'histoire ? Cerf, 2005.
- Leçon de poésie: une herméneutique biblique de la chair, dans Là où chante la lumière obscure, Hommage à Claude Vigée, Cerf/littérature, 2011.
- le ministère du prêtre vu depuis le « sacerdoce commun », dans Prêtres dans le mystère de l'Eglise, Lethielleux, 2012.
- Articles du Dictionnaire de la Bible dans la littérature mondiale, 2015.
- Le salut vient des femmes, Figures bibliques, Ed. Crer, 2017.